# Football aux Jeux africains de 2023
Navigation
Rabat 2019 Égypte 2027
Les épreuves de football aux Jeux africains de 2023 se déroulent du 7 au 22 mars 2024 au Ghana.
Les tournois masculin et féminin de Football aux Jeux africains, avec respectivement 8 et 9 équipes, sont réservées aux équipes nationales des moins de 20 ans.

## Tournoi masculin

### Qualifications
La Confédération africaine de football annonce en janvier les équipes participantes au tournoi de football des Jeux africains de 2023. Chez les hommes, outre le pays organisateur, les huit équipes ayant atteint les quarts de finale de la Coupe d'Afrique des nations de football des moins de 20 ans 2023 sont qualifiées.
| Tournoi qualificatif                                             | Date                          | Lieu   | Places | Qualifiés                                                        |
| ---------------------------------------------------------------- | ----------------------------- | ------ | ------ | ---------------------------------------------------------------- |
| Pays organisateur                                                |                               |        | 1      | Ghana                                                            |
| Coupe d'Afrique des nations de football des moins de 20 ans 2023 | du 19 février au 11 mars 2023 | Égypte | 8      | Bénin Congo Gambie Nigeria Ouganda Sénégal Soudan du Sud Tunisie |
| Total                                                            |                               |        | 9      |                                                                  |

### Premier tour
Le tirage au sort du premier tour a lieu à l'hôtel Sofitel d'Abidjan le 1er février 2024. Les équipes sont séparées en deux groupes A et B, de respectivement 4 et 5 équipes. Le Ghana, pays organisateur, est placé d'office dans le groupe A, tandis que le Nigeria, finaliste de la dernière édition (le Burkina Faso tenant du titre ne s'étant pas qualifié), est lui placé dans le groupe B.
| Groupe A                 | Groupe B                              |
| ------------------------ | ------------------------------------- |
| Ghana Gambie Bénin Congo | Nigeria Soudan du Sud Sénégal Ouganda |

Chaque groupe se dispute sous la forme d'un championnat. Dans chaque groupe, chaque équipe joue un match contre ses trois ou quatre adversaires. Le classement des groupes utilise un système de points, où les points suivants sont attribués à chaque match joué :
- 3 points pour un match gagné;
- 1 point pour un match nul;
- 0 point pour un match perdu.

#### Groupe A
| Rang | Équipe  | Pts | J | G | N | P | Bp | Bc | Diff |
| ---- | ------- | --- | - | - | - | - | -- | -- | ---- |
| 1    | Ghana H | 7   | 3 | 2 | 1 | 0 | 4  | 1  | +3   |
| 2    | Congo   | 5   | 3 | 1 | 2 | 0 | 1  | 0  | +1   |
| 3    | Bénin   | 2   | 3 | 0 | 2 | 1 | 0  | 1  | -1   |
| 4    | Gambie  | 1   | 3 | 0 | 1 | 2 | 2  | 5  | -3   |

#### Groupe B
| Rang | Équipe        | Pts | J | G | N | P | Bp | Bc | Diff |
| ---- | ------------- | --- | - | - | - | - | -- | -- | ---- |
| 1    | Ouganda       | 9   | 3 | 3 | 0 | 0 | 4  | 1  | +3   |
| 2    | Sénégal       | 6   | 3 | 2 | 0 | 1 | 4  | 3  | +1   |
| 3    | Nigeria       | 3   | 3 | 1 | 0 | 2 | 4  | 5  | -1   |
| 4    | Soudan du Sud | 0   | 3 | 0 | 0 | 3 | 0  | 3  | -3   |

### Phase à élimination directe
|  | Demi-finales | Demi-finales |                        |   | Finale  | Finale  |
|  | Demi-finales | Demi-finales |                        |   | Finale  | Finale  |
|  |              |              |                        |   |         |         |
|  | 19 mars      | 19 mars      |                        |   | 22 mars | 22 mars |
|  | 19 mars      | 19 mars      |                        |   | 22 mars | 22 mars |
|  | Ghana        | 1            |                        |   | 22 mars | 22 mars |
|  | Ghana        | 1            |                        |   | 22 mars | 22 mars |
|  | Sénégal      | 0            |                        |   | 22 mars | 22 mars |
|  | Sénégal      | 0            | Ghana                  | 1 |         |         |
|  | 19 mars      |              | Ghana                  | 1 |         |         |
|  |              | Ouganda      | 0                      |   |         |         |
|  | Ouganda      | Ouganda      | 0                      | 4 |         |         |
|  | Ouganda      |              |                        | 4 |         |         |
|  | Congo        | 2            |                        |   |         |         |
|  | Congo        | 2            | Match pour la 3e place |   |         |         |
|  |              |              |                        |   |         |         |
|  | 22 mars      |              |                        |   |         |         |
|  |              |              |                        |   |         |         |
|  | Sénégal      | 2            |                        |   |         |         |
|  | Sénégal      | 2            |                        |   |         |         |
|  | Congo        | 0            |                        |   |         |         |
|  | Congo        | 0            |                        |   |         |         |

## Tournoi féminin

### Qualifications
La Confédération africaine de football annonce en janvier les équipes participantes au tournoi de football des Jeux africains de 2023. Chez les femmes, les huit équipes ayant atteint le quatrième tour des qualifications de la Coupe du monde féminine de football des moins de 20 ans 2024 sont qualifiées.
| Tournoi qualificatif                                                              | Date                                     | Lieu      | Places | Qualifiés                                                     |
| --------------------------------------------------------------------------------- | ---------------------------------------- | --------- | ------ | ------------------------------------------------------------- |
| Qualifications de la Coupe du monde féminine de football des moins de 20 ans 2024 | du 1er septembre 2023 au 21 janvier 2024 | Itinérant | 8      | Cameroun Éthiopie Ghana Maroc Nigeria Ouganda Sénégal Tunisie |
| Total                                                                             |                                          |           | 8      |                                                               |

### Premier tour
Le tirage au sort du premier tour a lieu à l'hôtel Sofitel d'Abidjan le 1er février 2024. Les équipes sont séparées en deux groupes A et B, de 4 équipes. Le Ghana, pays organisateur, est placé d'office dans le groupe A, tandis que le Nigeria, tenant du titre, est lui placé dans le groupe B.
| Groupe A                        | Groupe B                       |
| ------------------------------- | ------------------------------ |
| Ghana Tanzanie Ouganda Éthiopie | Nigeria Sénégal Cameroun Maroc |

Le Cameroun a du se retirer pour des raisons financières.
Chaque groupe se dispute sous la forme d'un championnat. Dans chaque groupe, chaque équipe joue un match contre ses trois ou quatre adversaires. Le classement des groupes utilise un système de points, où les points suivants sont attribués à chaque match joué :
- 3 points pour un match gagné;
- 1 point pour un match nul;
- 0 point pour un match perdu.

#### Groupe A
| Rang | Équipe   | Pts | J | G | N | P | Bp | Bc | Diff |
| ---- | -------- | --- | - | - | - | - | -- | -- | ---- |
| 1    | Ghana H  | 7   | 3 | 2 | 1 | 0 | 4  | 2  | +2   |
| 2    | Ouganda  | 5   | 3 | 1 | 2 | 0 | 4  | 2  | +2   |
| 3    | Tanzanie | 2   | 3 | 0 | 2 | 1 | 3  | 4  | -1   |
| 4    | Éthiopie | 1   | 3 | 0 | 1 | 2 | 1  | 4  | -3   |

#### Groupe B
| Rang | Équipe  | Pts | J | G | N | P | Bp | Bc | Diff |
| ---- | ------- | --- | - | - | - | - | -- | -- | ---- |
| 1    | Nigeria | 6   | 2 | 2 | 0 | 0 | 6  | 0  | +6   |
| 2    | Sénégal | 3   | 2 | 1 | 0 | 1 | 4  | 4  | 0    |
| 3    | Maroc   | 0   | 2 | 0 | 0 | 2 | 0  | 6  | -6   |

### Phase à élimination directe
|  | Demi-finales | Demi-finales |                        |     | Finale  | Finale  |
|  | Demi-finales | Demi-finales |                        |     | Finale  | Finale  |
|  |              |              |                        |     |         |         |
|  | 18 mars      | 18 mars      |                        |     | 21 mars | 21 mars |
|  | 18 mars      | 18 mars      |                        |     | 21 mars | 21 mars |
|  | Ghana        | 3            |                        |     | 21 mars | 21 mars |
|  | Ghana        | 3            |                        |     | 21 mars | 21 mars |
|  | Sénégal      | 1            |                        |     | 21 mars | 21 mars |
|  | Sénégal      | 1            | Ghana                  | 2ap |         |         |
|  | 18 mars      |              | Ghana                  | 2ap |         |         |
|  |              | Nigeria      | 1                      |     |         |         |
|  | Nigeria      | Nigeria      | 1                      | 2   |         |         |
|  | Nigeria      |              |                        | 2   |         |         |
|  | Ouganda      | 0            |                        |     |         |         |
|  | Ouganda      | 0            | Match pour la 3e place |     |         |         |
|  |              |              |                        |     |         |         |
|  | 21 mars      |              |                        |     |         |         |
|  |              |              |                        |     |         |         |
|  | Sénégal      | 0 (5)        |                        |     |         |         |
|  | Sénégal      | 0 (5)        |                        |     |         |         |
|  | Ouganda      | 0 (6)tab     |                        |     |         |         |
|  | Ouganda      | 0 (6)tab     |                        |     |         |         |

## Résultats

### Podiums
| Épreuves | Or | Argent | Bronze |
| -------- | --- | --- | --- |
| Hommes   | Ghana- Yakubu Saeed - Vincent Anane - Daniel Afful - Aaron Essel - Remember Adomako - Nana Kwame Boakyie - Maxwell Azafokpe - David Amuzu - McCarthy Ofori (en) - Mohaison Mahamoud - Emmanuel Adjei - Aziz Issah - Kese Fredrick - Abdul Hakim Sulemana - Emmanuel Mensah - Kelvin Nkrumah - Aziz Misbau - Jerry Afriyie - Michael Ephson | Ouganda- Abdul Magada - Shamulan Kamya - Humphrey Oyirwoth - Haruna Lukwago - Ibrahim Juma - Enock Luyima - Ronald Madoi - Apollo Kagogwe - Cyrus Kibande - Rogers Torach - Innocent Kisolo - Ivan Irinimbabazi - Allan Oyirwoth - Hakim Mutebi - Abbas Kyeyune - Arafat Kizza Usama - Patrick Jonah Kakande - Shafiq Magogo - Alpha Thiery Ssali - Bruno Bunyaga | Sénégal - Prince Hally Gueye - Mourtalla Fall - Papa Mamadou Diouf - Serigne Fallou Diouf - Ousseynou Diakhate - Daouda Ba - Abdou Aziz Ndiaye - Moustapha Gueye - Ibrahima Diallo - Famara Camara - Mamadou Lamine Diouf - Youssoupha Sayang - Cheikh Tidiane Thiam - Pierre Diatta Dorival - Papa Magueye Gaye - Yaya Dieme - Lamine Mbengue - Mamadou Sarr - Idrissa Gueye - Mame Alassane Niang |
| Femmes   | Ghana- Mukarama Abdulai - Amina Ahamadu - Afi Amenyeku - Success Ameyaa - Diana Amoako - Ophelia Anponsah - Asana Alhassan - Mary Awuah - Debora Brown - Sarah Kulible - Hannah Nyame - Mafia Nyame - Beline Nyarkoh - Abena Opoku - Comfort Owusu - Faiza Rashid - Abigail Sakyiwaa - Tracey Twum - Comfort Yeboah (en)                   | Nigeria- Okah Adaobi - Jumoke Alani - Blessing Okpe - Ogbuchi Chidimma - Isaac Delight - Joy Igbokwe - Chinyere Kalu - Edeh Loveth - Anderline Mgbechi - Victoria Motunrayo - Oluchi Ohaegbulem - Chidera Okenwa - Chiamaka Okwuchukwu - Olawabunmi Oladeji - Shukurat Oladipo - Chioma Olise - Faith Omilana - Udoka Unachukwu - Adoo Yina                       | Ouganda- Esther Akujo - Catherine Nagadya - Catherine Wujja - Cecilia Kamuli - Claire Kebirungi - Lwalisa Docus - Kizza Immaculate - Harima Kanyago - Namutebi Krusum - Nakasi Latifah - Margret Kunihira (en) - Shamirah Nalugya (en) - Juliet Nalukenge (en) - Patricia Akiror - Phionah Nabulime - Shakirah Nankwan - Najjuma Shamusa - Sharon Kaidu - Sumaya Nabuto - Zainah Nadede             |

## Tableau des médailles
- Pays organisateur (Ghana)

| Rang  | Nation  | Or | Argent | Bronze | Total |
| ----- | ------- | -- | ------ | ------ | ----- |
| 1     | Ghana   | 2  | 0      | 0      | 2     |
| 2     | Ouganda | 0  | 1      | 1      | 2     |
| 3     | Nigeria | 0  | 1      | 0      | 1     |
| 4     | Sénégal | 0  | 0      | 1      | 1     |
| Total | Total   | 2  | 2      | 2      | 6     |